# Escala musical (película de 1966)
Escala musical es una película de Argentina filmada en colores dirigida por Leo Fleider según el guion de Emilio Villalba Welsh que se estrenó el 21 de julio de 1966 y que tuvo como protagonistas a Osvaldo Miranda, Beatriz Taibo, Maurice Jouvet y Nathán Pinzón.

## Sinopsis
Un grupo de jóvenes músicos es protegido por un empresario amigo para encarar un programa de radio.

## Reparto
- Osvaldo Miranda
- Beatriz Taibo
- Maurice Jouvet
- Nathán Pinzón
- Ricardo Bauleo
- Raúl Lavié
- Kim Caram
- Cristina del Valle
- Luis Brandoni
- Gilberto Peyret
- Juan Carlos Calabró
- Rodolfo Crespi
- Susana Mayo
- Mario Amaya
- Claudia Mores
- Paula Galés
- Luis Ordóñez
- Yaco Monti
- Los Shakers
- Johnny Tedesco
- Los Gatos Salvajes
- El Huinca y su ballet, (Roberto Bertacchini, director y primer bailarín del ballet)
- Las Medias Negras
- Carlos Lucini
- Cristina Berys
- Mario Sánchez
- Ismael Echeverría y los Bombos Tehuelches
- Marcelo Adamo

## Comentarios
La Prensa dijo:

”El argumento no existe. Es apenas un breve pretexto inicial para que el conjunto de cantantes nuevaoleros conocido a través de la radiofonía y la televisión con el mismo título del film, actúe en forma casi ininterrumpida en diferentes escenarios durante una hora y cuarenta minutos.”

Manrupe y Portela escriben:

”Desfile de números musicales y actores conocidos sin ningún atractivo entonces, y menos ahora. Es una de aquellas películas-disco con cantantes de la nueva ola.”